# عصر یخبندان (فیلم ۲۰۰۲)
عصر یخبندان (به انگلیسی: Ice Age) فیلمی پویانمایی کمدی ماجراجویی آمریکایی محصول سال ۲۰۰۲ است که توسط بلو اسکای استودیو تولید و توسط فاکس قرن بیستم توزیع شده است. این فیلم به کارگردانی کریس وج (در اولین کارگردانی بلندش) و کارگردانی مشترک کارلوز سالدانیا براساس فیلمنامه‌ای توسط مایکل برگ، مایکل جی. ویلسون و پیتر آکرمن می‌باشد. ری رومانو، جان لگویزمائو، دنیس لری، گوران ویسنجیک و جک بلک از صداپیشگان این فیلم هستند. داستان این فیلم در روزهای عصر یخبندان پلیستوسن اتفاق می‌افتد. این فیلم سه شخصیت اصلی را به رخ می‌کشد. مَنفِرِد (رومانو)، یک ماموت پشمالو بی‌احساس، سید (لگویزمائو)، یک تنبل زمینی با دهان بلند، دیه‌گو (لری)، یک ببر دندان شمشیری طعنه‌آمیز که با یک نوزاد انسان روبرو می‌شوند و باهم کار می‌کنند تا آن را به قبیله خود بازگردانند. به علاوه، فیلم گهگاه اسکرات، یک سنجاب بی‌کلام (وج) را نشان می‌دهد که دائما در جستجوی مکانی برای دفن بلوط خود است.
عصر یخبندان در ابتدا قرار بود یک فیلم پویانمایی دوبعدی باشد که توسط استودیوهای انیمیشن فاکس توسعه می‌یافت، اما در نهایت به اولین فیلم بلند پویانمایی استودیوی تازه احیاشده بلو اسکای تبدیل شد. این استودیو از یک شرکت جلوه‌های بصری به یک استودیوی پویانمایی سه‌بعدی تغییر شکل داده بود. تمرکز فیلم از یک درام ماجراجویی اکشن به یک اثر بیشتر کمدی‌محور تغییر یافت و نویسندگان مختلفی، از جمله برگ و آکرمن، برای ایجاد لحن هوشمندانه‌تر و طنزآمیزتر به پروژه اضافه شدند.
این فیلم در ۱۵ مارس ۲۰۰۲ در ایالات متحده اکران شد. بازخوردهای مثبتی از منتقدان دریافت کرد و در هفتاد و پنجمین دوره جوایز اسکار نامزد بهترین فیلم پویانمایی شد. همچنین با فروش بیش از ۳۸۳٫۲ میلیون دلار در گیشه موفق ظاهر شد و به هشتمین فیلم پرفروش سال ۲۰۰۲ و پرفروش‌ترین فیلم پویانمایی آن سال تبدیل شد. موفقیت این فیلم باعث آغاز یک فرنچایز شد که شامل چندین دنباله، اسپین‌آف، ویژه‌برنامه، پویانمایی کوتاه و بازی ویدئویی شد.

## داستان
گله‌ای از حیوانات ماقبل تاریخ به سمت جنوب مهاجرت می‌کنند تا از یک عصر یخبندان که در پیش است، جلوگیری کنند. سید، یک تنبل زمینی دست و پا چلفتی، توسط خانواده‌اش جا می‌ماند و به تنهایی به دنبال گله می‌دود، اما بعد از اینکه غذای دو برونتوتر خشمگین را خراب می‌کند، مورد حمله آنها قرار می‌گیرد. سید ناچاراً توسط منی، یک ماموت پشمالوی بدخلق که با دیگران مهاجرت نکرده، نجات پیدا می‌کند؛ سید بر پیروی از منی پافشاری می‌کند، اما منی تمایل دارد تنها باشد و به طور مداوم از رفتار پرانرژی سید عصبانی است.
مدتی پیش از این رویدادها، یک قبیله انسانی نیمی از یک دسته اسمیلودون را برای پوستشان شکار کرده و کشته بود. سوتو، رهبر ببرهای دندان‌خنجری بازمانده، به یک حمله به کمپ انسانی دست می‌زند و قصد دارد با کشتن شخصی راشان، پسر نوزاد رئیس قبیله، انتقام بگیرد. ستوان سوتو، دیگو، مأموریت دارد تا کودک را زنده به سوتو برگرداند؛ اما مادر راشان با پسرش فرار می‌کند و از روی یک آبشار می‌جهد. سوتو دیه‌گو را به خاطر ناکامی‌اش مجازات کرده و به او دستور می‌دهد تا راشان را تعقیب کرده و او را زنده برگرداند، وگرنه خود دیه‌گو باید جای راشان کشته شود.
سید و منی در دریاچه‌ای در پایین آبشار با راشان و مادر زخمی‌اش مواجه می‌شوند. زن نوزاد را به آنها می‌سپارد، اما خود به پایین آبشار شسته می‌شود. سید تلاش می‌کند نوزاد را به آبادانی انسانی بازگرداند، اما متوجه می‌شود که کمپ خالی است. دیه‌گو ظاهر می‌شود و پیشنهاد می‌دهد که نوزاد را از دست سید و منی بیرون کند؛ در حالی که به او اعتماد ندارد، منی به دیه‌گو دستور می‌دهد که به جای آنها، انسان‌ها را رهگیری کند. دیه‌گو این کار را انجام می‌دهد، اما یک شب، به طور مخفیانه به سوتو خبر می‌دهد که هم نوزاد و هم یک ماموت را برای دسته‌اش می‌آورد.
پس از چندین حادثه و لحظات پیوندی، «گله» سه نفره از یک غار یخی عبور کرده و چند غارنگاره انسانی را کشف می‌کنند. این نقاشی‌ها منی را به یاد زمانی می‌اندازد که خانواده‌اش توسط شکارچیان انسانی کشتار شده بودند؛ با این حال، او به راشان به شدت وابسته شده است. دیه‌گو، که شروع به تردید در مأموریتش کرده، پس از نجات زندگی‌اش توسط منی از یک جریان گدازه، تصمیم می‌گیرد که کاملاً طرف دیگر را بگیرد. او به سید و منی اطلاع می‌دهد که دسته سوتو در حال انتظار برای کمین کردن آنها در هالف پیک است؛ اگرچه این دو به دیگو مشکوک هستند و متوجه می‌شوند که او آنها را به دام انداخته است، او آنها را متقاعد می‌کند که تنها شانس‌شان اعتماد به اوست.
سید، منی و دیه‌گو یک طرح برای فریب دسته‌گربه‌ها و فرار از دست آنها ترتیب می‌دهند. این برنامه در ابتدا موفقیت‌آمیز است، اما سوتو و دو نفر دیگر موفق می‌شوند منی را در لبه یک صخره محاصره کنند. دیه‌گو به جلو می‌پرد و برای نجات منی با سوتو می‌جنگد و در این فرایند به شدت زخمی می‌شود. سوتو به سنگی که در بالای آن قرار داشت برخورد می‌کند و چندین قندیل بزرگ یخ به روی او می‌افتد، که منجر به مرگ او می‌شود و بقیه دسته فرار می‌کنند.
در حالی که سید و منی برای دیگو عزاداری می‌کنند، دیه‌گو آنها را متقاعد می‌کند که او را رها کرده و نوزاد را پیش انسان‌ها برگردانند قبل از اینکه گذرگاه‌های کوه با برف پر شود. منی و سید به انسان‌ها می‌رسند و راشان دوباره با پدرش ملاقات می‌کند. پدر راشان به منی یک گردنبند صدف و مروارید هدیه می‌دهد. دیه‌گو با لنگ لنگان به آنها ملحق می‌شود و به طور عمده بهبود یافته است، و این سه نفر در نهایت به همراه دیگر حیوانات به سمت جنوب مهاجرت می‌کنند.

## بازیگران
- ری رومانو در نقش منفرد «منی»، یک ماموت پشمالو
- جان لگویزمائو در نقش سید، یک تنبل زمینی
- دنیس لری در نقش دیگو، یک اسمیلودون
- گوران ویسنجیک در نقش سوتو، یک اسمیلودون
- جک بلک در نقش زیک، یک اسمیلودون
- سدریک اینترتینر در نقش کارل، یک دژکوب‌دد
- استیون روت در نقش فرانک، یک بزرگ‌شاخ‌چهره و پدر استارت، یک پارینه‌دد
- دیدریک بیدر در نقش اسکار، یک اسمیلودون
- آلن تودیک در نقش لنی، یک همان‌دد
- جین کراکوسکی و لوری باگلی به ترتیب در نقش ریچل و جنیفر، یک جفت تنبل زمینی غول‌پیکر ماده
- کریس وج در نقش اسکرات، از گونه‌های خیالی سنجاب دندان‌خنجری
- تارا استرانگ در نقش راشان، یک نوزاد انسان.[۲] او هرگز با نام در فیلم نامیده نمی‌شود، در عوض توسط مانی لقب «پینکی» به او داده می‌شود

## ساخت

### توسعه
عصر یخبندان در سال ۱۹۹۷ توسط تهیه‌کننده لوری فورت به فاکس قرن بیستم پیشنهاد شد. این فیلم در ابتدا به‌عنوان یک پویانمایی سنتی با لحنی ترکیبی از کمدی و درام اکشن‌محور در نظر گرفته شده بود و قرار بود توسط دان بلات و گری گولدمن در استودیوهای انیمیشن فاکس ساخته شود. در همان زمان، استودیو بلو اسکای، که یک استودیوی کوچک جلوه‌های ویژه در وایت پلینز، نیویورک بود، توسط فاکس خریداری شد و به یک استودیوی کامل پویانمایی رایانه‌ای تبدیل شد. با توجه به این تغییر، کریس ملداندری، رئیس بخش فاکس انیمیشن، و استیو بنرمن، تهیه‌کننده اجرایی، به فورت پیشنهاد کردند که فیلم را به‌جای پویانمایی سنتی، به‌صورت پویانمایی رایانه‌ای بسازند. فورت نیز، به گفته خودش، این پیشنهاد را یک تصمیم بدیهی و منطقی دانست.
مایکل جی. ویلسون، که به همراه لوری فورت روی داستان اولیه فیلم کار کرده بود، اولین پیش‌نویس فیلم‌نامه را نوشت. در اواخر ۱۹۹۸، کریس وج، یکی از بنیان‌گذاران بلو اسکای، به‌عنوان کارگردان به پروژه پیوست. فاکس همچنین تصمیم گرفت که فیلم رویکردی بیشتر کمدی‌محور داشته باشد و برای این منظور، نویسنده‌ای به نام مایکل برگ را استخدام کرد تا بر لحن کمدی فیلم تأکید کند. پس از استخدام، برگ به استودیو اعلام کرد که نمی‌تواند فیلمی مخصوص کودکان بنویسد، که در پاسخ، استودیو گفت: «عالی است! فقط یک داستان خوب بنویس.»
توسعه داستان در بهار ۱۹۹۹ آغاز شد و تولید رسمی فیلم در ژوئن ۲۰۰۰، درست یک هفته پس از تعطیلی استودیوهای انیمیشن فاکس، کلید خورد. برای ساخت فیلم، ۱۵۰ نفر استخدام شدند و فاکس بودجه‌ای معادل ۵۸ میلیون دلار به پروژه اختصاص داد. پیتر آکرمن به‌عنوان سومین نویسنده به تیم اضافه شد و به مدت سه سال با برگ همکاری کرد، اما در نهایت هر دو از پروژه کناره‌گیری کردند. پس از خروج آنها، جان ویتی و مایک ریس، دو نویسنده سابق سیمپسون‌ها، برای اصلاح و بهبود بیشتر فیلم‌نامه به تیم اضافه شدند.
برای تحقیقات، تیم توسعه فیلم در مراحل اولیه تولید چندین بار به موزه تاریخ طبیعی رفتند تا اطمینان حاصل کنند که فیلم از نظر علمی و بصری به دوران عصر یخبندان شباهت داشته باشد. در نهایت، تیم تحقیقاتی اطلاعات گردآوری‌شده را به شکلی سبک‌پردازی‌شده در فیلم گنجاندند تا با داستان آن هماهنگ باشد. تیمی متشکل از ۳۲ پویانما برای بررسی حرکات حیوانات مختلف دست به تحقیق زدند. به‌عنوان مثال، برای درک نحوه حرکت اسکرات، پویانماها به یک پارک رفته و سنجاب‌های محلی را مشاهده کردند و از حرکات سریع و پرش‌های نامنظم آنها یادداشت‌برداری کردند.

### نوشتن و توسعه شخصیت
مایکل جی. ویلسون در وبلاگ خود بیان کرده که دخترش، فلورا، ایده‌ موجودی ترکیبی از سنجاب و موش را مطرح کرد و نام آن را اسکرات گذاشت. این حیوان، طبق ایده‌ او، به‌طور وسواس‌گونه‌ای در تعقیب یک بلوط بود. در ابتدا برنامه‌ریزی شده بود که اسکرات دیالوگ داشته باشد، اما این ایده خیلی زود کنار گذاشته شد، زیرا شخصیت او در قالب یک شخصیت بی‌کلام، برای تأثیر کمدی بهتر عمل می‌کرد. نام «اسکرات» نیز ترکیبی از واژه‌های «سنجاب» (Squirrel) و «موش» (Rat) است، زیرا ویژگی‌هایی از هر دو گونه را دارد. کریس وج همچنین او را «سنجاب دندان‌خنجری» نامیده است.
ماجراجویی آغازین اسکرات به این دلیل در فیلم گنجانده شد که بدون آن، اولین صحنه‌ واقعی از برف و یخ حدود ۳۷ دقیقه پس از شروع فیلم رخ می‌داد. در ابتدا، این تنها نقش در نظر گرفته شده برای اسکرات بود، اما او چنان مورد استقبال تماشاگران آزمایشی قرار گرفت که صحنه‌های بیشتری برایش طراحی شد. سازندگان همچنین تصمیم گرفتند صحنه‌های اسکرات را دقیقاً بعد از لحظات دراماتیک فیلم قرار دهند تا به تعادل احساسی آن کمک کند.
در مصاحبه‌ای در سال ۲۰۱۲ با جی لنو، دنیس لری فاش کرد که شخصیت او، دیه‌گو، در ابتدا قرار بود در اواخر فیلم بمیرد. اما در نمایش آزمایشی، وقتی کودکان حاضر در سالن این صحنه را دیدند، با صدای بلند شروع به گریه کردند. لری قبلاً به تهیه‌کنندگان هشدار داده بود که چنین واکنشی رخ خواهد داد، و وقتی این پیش‌بینی درست از آب درآمد، فیلم‌نامه بازنویسی شد تا دیه‌گو زنده بماند.
در نسخه اولیه، سید قرار بود یک کلاهبردار و شیاد باشد و حتی یک صحنه کامل از فریب دادن بچه‌های مورچه‌خوار نیز ساخته شده بود. اما بعداً شخصیت او به یک تنبل پرحرف و دست‌وپاچلفتی تغییر پیدا کرد، زیرا تیم سازنده احساس می‌کرد مخاطبان نمی‌توانند با نسخه‌ قبلی او ارتباط برقرار کنند. همچنین، صحنه‌ای جایگزین از سید در یک جکوزی وجود داشت که در آن به چند تنبل ماده می‌گفت: «بیاید بپریم توی استخر ژن‌ها ببینیم چی می‌شه!» سپس یکی از آنها به او لگدی در ناحیه حساس می‌زند. این صحنه به دلیل نامناسب بودن برای کودکان حذف شد، زیرا ممکن بود باعث شود فیلم درجه‌بندی PG-13 بگیرد. علاوه بر این، دیالوگ‌های طنز بزرگسالانه دیگری از سید نیز حذف شد. در طرح اولیه، او قرار بود یک تنبل ماده به نام سیلویا داشته باشد که صداپیشگی‌اش را کریستن جانستون انجام می‌داد. سیلویا به‌شدت دنبال سید بود، اما سید از او متنفر بود و مدام از دستش فرار می‌کرد. تمامی این صحنه‌های حذف‌شده در نسخه‌ دی‌وی‌دی فیلم موجود هستند.

### پویانمایی
شخصیت‌ها و محیط‌های عصر یخبندان با استفاده از نرم‌افزار پویانمایی مایا، محصول ویوفرانت، مدل‌سازی و پویانمایی شدند. رندرگیری فیلم با استفاده از سی‌جی‌آی استودیو، یک برنامه‌ رهگیری پرتو که از زمان تأسیس بلو اسکای در ۱۹۸۷ در حال توسعه بود، انجام شد. این نرم‌افزار قبلاً در فیلم کوتاه خرگوش (۱۹۹۸) وج نیز مورد استفاده قرار گرفته بود. هرچند جیمی نوترون: پسر نابغه، که سه ماه قبل از عصر یخبندان منتشر شد، اولین پویانمایی بلند رایانه‌ای بود که از فناوری رهگیری پرتو استفاده کرد، اما اگر بلو اسکای زودتر موفق به اکران عصر یخبندان می‌شد، این عنوان به این فیلم تعلق می‌گرفت.
برای حفظ ریتم هیجان‌انگیز فیلم، تیم توسعه در برخی موارد از واقع‌گرایی چشم‌پوشی کرد. تنبل‌های واقعی بسیار کند و ساکن هستند، اما در بعضی صحنه‌ها، سید حرکات سریعی داشت و دامنه‌ حرکات او انعطاف‌پذیرتر از واقعیت طراحی شد. با این حال، حرکت دست‌های او محدودتر بود تا همچنان حس تنبلی طبیعی این حیوان حفظ شود. از سوی دیگر، شخصیت منی چالش بزرگی برای پویانماها بود، زیرا ویژگی‌های منحصربه‌فردی مانند پشم‌های بلند و خرطوم بزرگش داشت که باعث می‌شد بخش زیادی از صورت او پوشیده بماند و پویانمایی او را پیچیده‌تر کند.
با توجه به اینکه ماموت پشمالو تا آن زمان به‌ندرت در پویانمایی‌ها دیده شده بود، تیم سازنده باید نحوه‌ حرکت واقعی او را طراحی می‌کرد. پیت داسیو، طراح شخصیت‌ها، در این باره توضیح داد: «یک ماموت پشمالو، فقط یک فیل با موهای بلند نیست.» به گفته‌ کارلوس سالدانیا، یکی از پیچیده‌ترین شخصیت‌ها از نظر پویانمایی در فیلم، دیه‌گو بود. در برخی صحنه‌ها، حرکت سریع او به‌عنوان یک ببر دندان‌خنجری به نمایش گذاشته می‌شد، در حالی که در برخی دیگر، حرکاتش محدودتر بود و تمرکز بیشتر بر حالات چهره‌ او قرار می‌گرفت تا احساسات صحنه را منتقل کند.

### صداپیشگی
تیم صداپیشگان عصر یخبندان تشویق شدند تا در حین ضبط، دیالوگ‌های خود را بداهه‌پردازی کنند. بسیاری از جملات فیلم حاصل بداهه‌گویی بازیگران بودند.
برای شخصیت منی، استودیو در ابتدا به دنبال صداهای قدرتمند و عمیق بود. جیمز ارل جونز و وینگ ریمز در نظر گرفته شدند، اما صدای آنها بیش از حد جدی و قابل‌پیش‌بینی بود و وج می‌خواست که جنبه‌ کمدی بیشتری به شخصیت داده شود. آلبرت بروکس نیز برای این نقش پیشنهاد شد، اما در نهایت، ری رومانو انتخاب شد، زیرا صدای او بسیار شبیه به یک فیل به نظر می‌رسید. وج صدای رومانو را عمیق و آرام، اما با لحنی کنایه‌آمیز توصیف کرد که به شخصیت منی بُعدی طنزآمیز می‌داد.
جان لگویزمائو، صداپیشه‌ سید، بیش از ۴۰ نوع صدای مختلف را برای این شخصیت امتحان کرد، از جمله صدایی آرام‌تر که بیشتر به طبیعت یک تنبل زمینی می‌خورد. او در نهایت لکنت جانبی مخصوص سید را پس از تماشای ویدئوهایی از تنبل‌ها ابداع کرد. او متوجه شد که تنبل‌ها غذا را در کیسه‌های دهانشان ذخیره می‌کنند و این غذا به‌مرور تخمیر می‌شود. این الهام باعث شد که او صدای منحصر‌به‌فرد سید را خلق کند. لگویزمائو در مصاحبه‌ای با بی‌بی‌سی اظهار داشت که مدت‌ها آرزو داشت در یک پویانمایی صداپیشگی کند. او همچنین صداپیشه مل بلانک را یکی از خدایان کمدی خود نامید و گفت که در دوران کودکی از او الهام گرفته است.

### موسیقی
آلبوم موسیقی متن رسمی عصر یخبندان در ۱۴ مه ۲۰۰۲ توسط واریس سارابانده منتشر شد. این آلبوم شامل موسیقی متن اصلی فیلم است که توسط دیوید نیومن ساخته و توسط هالیوود استودیو سمفونی اجرا شده است. در فیلم، آهنگ «مرا در راهم بفرست» از راستد روت نیز پخش می‌شود، اما این قطعه در آلبوم موسیقی متن وجود ندارد. برای تبلیغ فیلم در خارج از ایالات متحده، گروه سوئدی بابلز آهنگی به نام «جایی» را در آلبوم «بین» (۲۰۰۲) منتشر کرد. همچنین، نسخه‌ ژاپنی فیلم دارای یک ترانه‌ اختصاصی به نام «یک قطره اشک» از زون است.

## بازخورد

### گیشه
عصر یخبندان در ۱۵ مارس ۲۰۰۲ اکران شد و در نخستین آخر هفته‌ اکران خود، ۴۶٫۳ میلیون دلار فروش داشت؛ رقمی که معمولاً تا فصل تابستان دیده نمی‌شد و بسیار فراتر از پیش‌بینی خوش‌بینانه‌ فاکس (حدود ۳۰ میلیون دلار) بود. این فیلم در هفته‌ نخست اکران، در صدر گیشه قرار گرفت و فیلم‌های رزیدنت اویل، وقت نمایش و ماشین زمان را شکست داد. عصر یخبندان رکورد افتتاحیه‌ مارس را که قبلاً در اختیار دروغگو دروغگو بود، شکست. (این رکورد در سال ۲۰۰۶ توسط دنباله‌ آن، عصر یخبندان: ذوب، شکسته شد). در زمان اکران، این فیلم سومین افتتاحیه‌ برتر تاریخ برای یک فیلم پویانمایی بود، بعد از شرکت هیولاها (۶۲٫۶ میلیون دلار) و داستان اسباب‌بازی ۲ (۵۷٫۴ میلیون دلار).
عصر یخبندان در آمریکای شمالی ۱۷۶٫۳ میلیون دلار فروش داشت و مجموع فروش جهانی آن به ۳۸۳٫۲ میلیون دلار رسید. این فیلم در سال ۲۰۰۲، نهمین فیلم پرفروش در آمریکای شمالی و هشتمین فیلم پرفروش در سطح جهانی بود. همچنین، یکی از دو پویانمایی سال بود که در گیشه‌ داخلی بیش از ۱۰۰ میلیون دلار فروش داشت (دیگری، لیلو و استیچ بود).

### بازخورد انتقادی
عصر یخبندان بر اساس ۱۶۸ نقد در راتن تومیتوز، امتیاز ۷۷٪ را کسب کرده است و میانگین نمره‌ آن ۶٫۸ از ۱۰ است. اجماع منتقدان در این سایت می‌گوید: «حتی اگر عصر یخبندان در همان مسیر شرکت هیولاها و شرک حرکت می‌کند، به اندازه‌ کافی شوخ‌طبعی و لحظات خنده‌دار دارد که بتواند به‌تنهایی بدرخشد.» در متاکریتیک نیز این پویانمایی بر اساس ۳۴ نقد، امتیاز ۶۱٪ را کسب کرده که به معنای «نقدهای عموماً مطلوب» است. راجر ایبرت از شیکاگو سان-تایمز، به فیلم ۳ از ۴ ستاره داد و نوشت: «من با نگاهی انتقادی آمدم، اما در نهایت با لبخند از فیلم لذت بردم.» الویس میچل از نیویورک تایمز، فیلم را یک «نمایش جذاب اما معمولی از پویانمایی رایانه‌ای» توصیف کرد و داستان آن را با فیلم وسترن سه پدرخوانده مقایسه کرد.
طبق نظرسنجی‌های سینماسکور که در اولین آخر هفته‌ اکران انجام شد، مخاطبان به عصر یخبندان، نمره‌ "A" (از مقیاس A+ تا F) دادند، که نشان‌دهنده‌ استقبال گرم تماشاگران از این فیلم است.

### تمجیدها
عصر یخنبدان در نامزد جایزه اسکار بهترین فیلم پویانمایی در ۲۰۰۳ شد و در مقابل شهر اشباح شکست خورد.
این فیلم توسط انستیتوی فیلم آمریکا در این فهرست‌ها شناخته شده است:
- ۲۰۰۸: ۱۰ فیلم برتر در ۱۰ ژانر به انتخاب بفا:
  - نامزد فیلم پویانمایی[۳۱]

## رسانه خانگی
اولین انتشار نسخه‌ خانگی عصر یخبندان با یک کمپین بازاریابی ۸۵ میلیون دلاری همراه بود که شامل همکاری‌های تبلیغاتی با ۱۴ شرکت مختلف می‌شد، از جمله مایکروسافت، پیتزا هات، کارلز جونیور، دل، لانگرز، والپک، کولد استون کرمری و لیگ ملی هاکی. این فیلم در نوامبر ۲۰۰۲ در قالب دی‌وی‌دی دو دیسکی، وی‌اچ‌اس و دی-تئاتر منتشر شد. هر سه نسخه شامل فیلم کوتاه دیوانه شده است بودند، که ماجراهای بیشتر اسکرات را در تلاش برای پنهان کردن بلوطش به تصویر می‌کشید.
نسخه دی‌وی‌دی دارای گواهی‌نامه تی‌ان‌ایکس بود و به بینندگان امکان انتخاب بین دو حالت نمایش عریض و تمام‌صفحه را می‌داد. یک نسخه‌ تک‌دیسکی دیگر در فوریه ۲۰۰۵ منتشر شد که همزمان با اعلام دنباله‌ فیلم و تبلیغ ربات‌ها بود.
اوایل سال ۲۰۰۵، «نسخه بسیار عالی» از عصر یخبندان به‌صورت اختصاصی در بریتانیا، استرالیا و آلمان منتشر شد. این نسخه شامل تمام ویژگی‌های اضافه‌ای بود که در انتشارهای بین‌المللی اولیه حذف شده بودند، مانند بازی‌ها، فیلم کوتاه خرگوش، یک ترک صوتی دی‌تی‌اس، بیت‌ریت بالاتر و پیش‌نمایشی از ربات‌ها. همچنین، این نسخه دارای یک کارت کلکسیونی با شخصیت اصلی ربات‌ها، رادنی کوپرباتم بود و قابلیت جدیدی به نام «بازدید بسیار عالی» ارائه می‌کرد. این ویژگی در طول فیلم، اطلاعاتی درباره‌ ساخت فیلم و دوره عصر یخبندان نمایش می‌داد و شامل مصاحبه‌هایی با بازیگران و عوامل فیلم و پشت‌صحنه‌ مراحل تولید پویانمایی بود. نسخه‌ای مشابه با عنوان «نسخه فوق‌العاده عالی» در مارس ۲۰۰۶ برای ایالات متحده منتشر شد، اما فاقد ترک صوتی دی‌تی‌اس بود.
این فیلم در مارس ۲۰۰۸ روی بلوری منتشر شد که علاوه بر فیلم کوتاه دیوانه شده است، شامل ۹ دقیقه صحنه حذف‌شده نیز بود.
در مارس ۲۰۲۰، عصر یخبندان در سرویس استریم دیزنی پلاس متعلق به شرکت والت دیزنی با کیفیت ۴کی ارتقایافته در دسترس قرار گرفت، اما تاکنون برنامه‌ای برای انتشار نسخه اولترا اچ‌دی بلوری اعلام نشده است.

## بازی ویدئویی
یک بازی ویدئویی تای-این توسط آرتیفیشال مایند اند موومنت توسعه و توسط یوبی‌سافت برای گیم بوی ادونس منتشر شده است. یک بازی پلتفرم است که بازیکن سید و منی را در ۱۰ سطح کنترل می‌کند، همان‌طور که روشان را حمل می‌کند. این بازی دارای رتبه کلی ۴۶٫۰۰٪ در گیم‌رنکینگز و ۴۷/۱۰۰ در متاکریتیک است.

## دنباله‌ها
از زمان انتشار عصر یخبندان، چندین دنباله برای این فیلم ساخته شده است. اولین دنباله، عصر یخبندان: ذوب، در مارس ۲۰۰۶ منتشر شد. داستان این قسمت حول تلاش شخصیت‌های اصلی برای فرار از یک سیل عظیم ناشی از تغییر اقلیم و همچنین نگرانی منی در مورد انقراض گونه‌اش می‌چرخید. سومین قسمت با نام عصر یخبندان: ظهور دایناسورها در سال ۲۰۰۹، چهارمین فیلم عصر یخبندان: رانش قاره‌ای در سال ۲۰۱۲ و پنجمین فیلم عصر یخبندان: مسیر برخورد در سال ۲۰۱۶ اکران شد. ششمین فیلم قرار است در ۱۸ دسامبر ۲۰۲۶ اکران شود.
با انتشار مسیر برخورد، این مجموعه تبدیل به اولین فرنچایز پویانمایی رایانه‌ای شد که پنج فیلم سینمایی (بدون در نظر گرفتن اسپین‌آف‌ها) را در کارنامه خود دارد.
پس از خرید فاکس قرن بیستم توسط دیزنی در سال ۲۰۱۹ و تعطیلی استودیوهای بلو اسکای در سال ۲۰۲۱، یک فیلم اسپین‌آف با عنوان عصر یخبندان: ماجراهای باک وایلد توسط والت دیزنی پیکچرز ساخته شد که در سال ۲۰۲۲ مستقیماً از طریق دیزنی پلاس منتشر شد.